# Людмила Чеська
Людмила Чеська (855 або 860 — 15 вересня 921) — чеська княгиня, дружина князя Боривоя I, бабуся Вацлава І, християнська свята, що вшановується як Католицькою, так і Православною церквою — 16 вересня.

## Біографія
Людмила, згідно з християнською легендою — дочка князя пшован Славібора. Дружина Боривоя I (Борживоя І), першого християнського князя Чехії (Богемії).
Людмила разом із своїм чоловіком Боривоєм прийняли християнство приблизно в 871 році, ймовірно, завдяки прозелітичній діяльності святих Кирила і Мефодія. Людмила і Боривой були хрещені близько 871 р. єпископом Мефодієм в Велеграді, при дворі великоморавського князя Святополка (874—885). Після повернення спільно правили більше семи років.
Оскільки багато чехів були незадоволені політикою християнізації, що проводилась Боривоєм I, в 883 або в 884 році проти князя піднялося повстання. Боривой втік до князя Святополка I в Моравії і незабаром з його допомогою придушив повстання. На честь перемоги він побудував у своїй столиці церкву Св. Діви Марії. Коли через кілька років Боривой помер, його землі перейшли під безпосередню владу князя Святополка I, однак, після його смерті в 894 р., князем чехів став старший син Боривоя, Спитігнев I, який помер в 915 р.

Правління прийняв наступний син, Вратислав I, одружений з Драгомирою, номінальною християнкою, що підтримувала язичницькі традиції. Вратислав помер, залишивши спадкоємцем восьмирічного сина Вацлава (Венцеслава). Вацлав був вихований Людмилою в дусі християнства, у той час як його брат Болеслав, вихований матір'ю, виріс в традиціях язичництва.

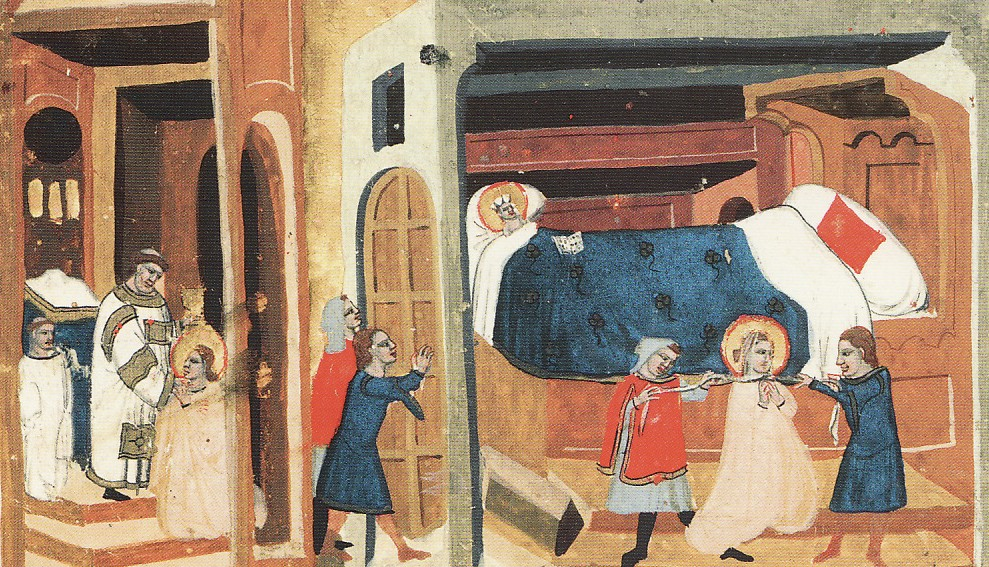
Вбивство княгині Людмили. Далімілова хроніка, XIV ст.

Мати юного князя, Драгомира, боялася впливу Людмили на Вацлава, а тому організувала змову з метою вбивства Людмили. Людмилу задушили власним шарфом. Її поховали спочатку в Тетіні, але приблизно в 1100 році останки княгині перенесли в собор Св. Георгія в Празі.

## Канонізація
Після смерті Людмилу швидко канонізували, і вона стала вважатися святою покровителькою Чехії. Її пам'ять вшановується 16 вересня.